# Pterolophia quadrivittata
Pterolophia quadrivittata là một loài bọ cánh cứng trong họ Cerambycidae.